# 次方言
次方言是方言底下的分支，如閩南語泉漳片底下分成泉州話與臺語等次方言，粵語廣府片底下分成廣州話與香港粵語等次方言。